# Сату-Маре
Са́ту-Ма́ре (рум. Satu Mare, Са́тмар, венг. Szatmárnémeti, Szatmar) — город в Румынии, центр одноимённого жудеца.

## Этимология
Венгерское название города, Сатмар, происходит от венгерского имени Затмар. В историческом сочинении Gesta Hungarorum указывается, что в X веке на месте современного Сату-Маре существовало поселение под названием Castrum Zotmar.
С румынского языка название города переводится как «большая деревня». До 1925 года носил название Сатмар, с 1925 года официально называется Сату-Маре.

## География
Город расположен на северо-западе страны, на реке Сомеш. Находится в 13 км от границы с Венгрией и в 27 км от границы с Украиной.
Климат континентальный, характеризующийся жарким летом и холодными зимами. Поскольку город расположен на севере страны, зимой здесь гораздо холоднее, чем в среднем по стране. Среднегодовая температура в городе составляет 9,7 °C. Абсолютный максимум (+39,4 °C) был зафиксирован 16 августа 1952 года, абсолютный минимум (−30.4°С) — 24 декабря 1961 года.
| Показатель                                    | Янв.  | Фев.  | Март  | Апр. | Май  | Июнь | Июль | Авг. | Сен. | Окт. | Нояб. | Дек.  | Год   |
| --------------------------------------------- | ----- | ----- | ----- | ---- | ---- | ---- | ---- | ---- | ---- | ---- | ----- | ----- | ----- |
| Абсолютный максимум, °C                       | 14,7  | 17,9  | 26,0  | 30,7 | 32,4 | 36,3 | 37,2 | 39,4 | 37,3 | 28,3 | 24,2  | 18,0  | 39,4  |
| Средняя температура, °C                       | −2,8  | −0,6  | 4,5   | 10,4 | 15,7 | 18,8 | 20,4 | 19,8 | 15,5 | 10,1 | 4,9   | 0,1   | 9,7   |
| Абсолютный минимум, °C                        | −29,3 | −27,6 | −20,6 | −6,4 | −2,6 | 0,6  | 4,9  | 3,5  | −4,7 | −9,3 | −19,6 | −30,4 | −30,4 |
| Норма осадков, мм                             | 39,8  | 35,9  | 35,0  | 44,8 | 63,1 | 81,4 | 69,4 | 62,2 | 45,6 | 46,0 | 47,3  | 53,3  | 598,8 |
| Источник: Anuarul statistic al României 2007' |       |       |       |      |      |      |      |      |      |      |       |       |       |

## Экономика
Сату-Маре является важным транспортным узлом.
В городе развито производство горного и транспортного оборудования, газовых плит, текстильная, кожевенная, мебельная промышленность.

## История
Археологические раскопки свидетельствуют, что первые людские поселения в данных местах существовали в эпоху каменного и бронзового века. Также здесь существовали поселения даков.
Согласно хроникам Gesta Hungarorum, на месте современного Сату-Маре в X веке существовала укреплённая крепость Каструм Затмар.
С XIII века Сату-Маре был вольным королевским городом. Во времена правления семьи Батори русло реки Сомеш было изменено в целях защиты южного фланга крепости, в результате чего Сату-Маре становится островом, соединённым с главной дорогой тремя мостами через реку. В 1562 году крепость подвергалась осаде войск Османской империи, а затем Габсбургской монархии, в результате чего была разрушена. Позднее под командованием австрийского генерала Лазара Швенди по планам итальянского архитектора Оттавио Балдигара было проведено восстановление крепости, в результате чего она приобрела пятиугольную форму с пятью башнями. В средние века Сату-Маре и Минтиу были двумя разными городами, разделёнными рекой Сомеш, впоследствии в период между 1712 и 1715 годами произошло их объединение.
Начиная с XIII века, Сату-Маре становится важным ремесленным центром. Со второй половины XIX века в городе идёт строительство промышленных предприятий. Благодаря своему выгодному расположению на пересечении важных торговых путей, город становится важным транспортным и железнодорожным узлом. В 1871 году была проложена железнодорожная линия, связавшая Сату-Маре и Карей, в 1872 году — Сигету-Мармацией, в 1894 году — Бая-Маре.
После распада Австро-Венгрии 15 апреля 1919 года город был захвачен румынскими войсками. Согласно Трианонскому договору, подписанному в 1920 году, Трансильвания (включая Сату-Маре) отошла к Румынии. По результатам Второго Венского арбитража, удовлетворившего реваншистские требования хортистской Венгрии, Северная Трансильвания (в том числе Сату-Маре) вновь стала частью венгерской территории. В 1944 году город был занят наступающей Советской армией. После 1945 года город вновь вошёл в состав Румынии.

### Еврейская община

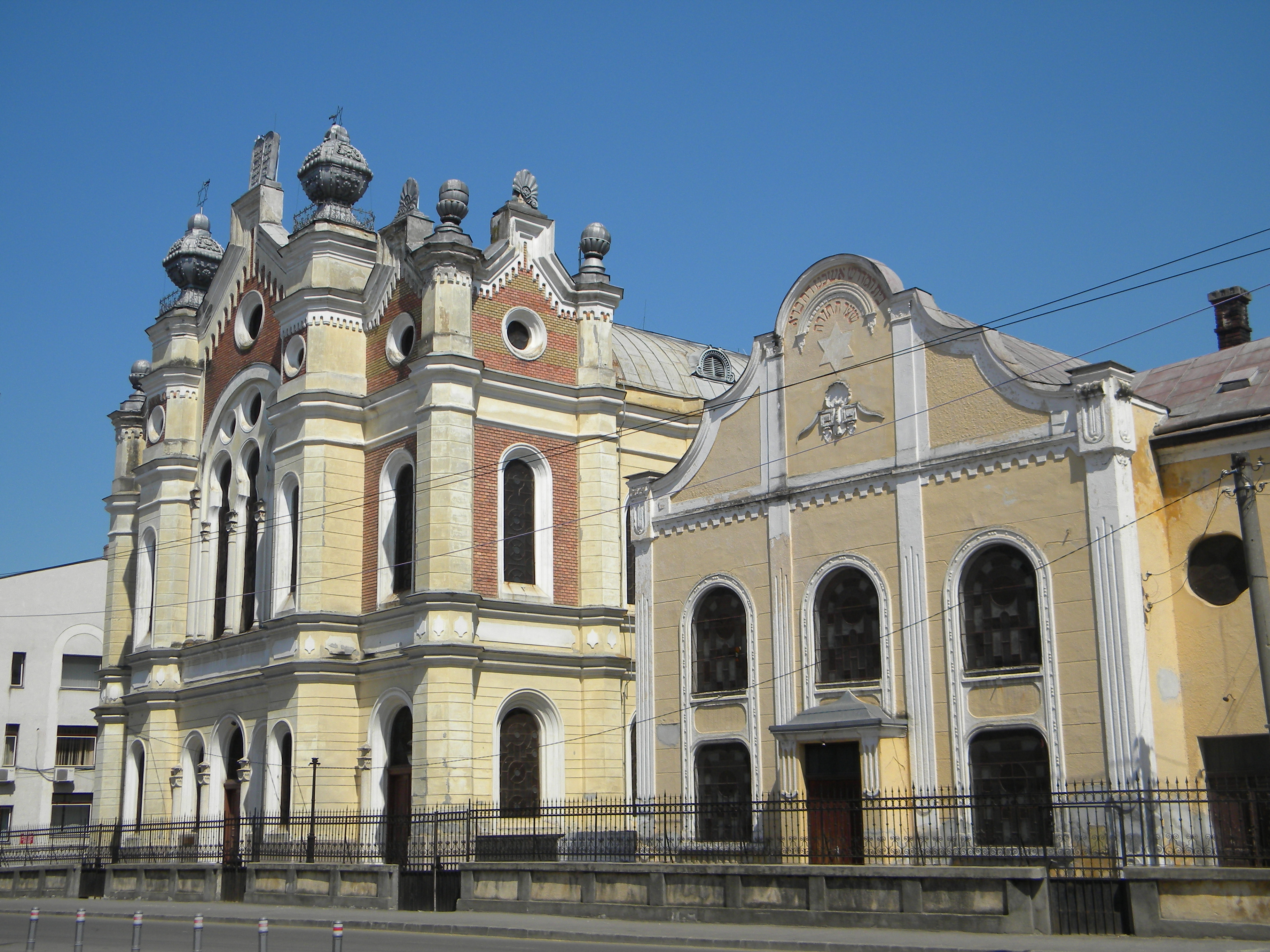
Синагога в Сату-Маре

Первое появление евреев в Трансильвании отмечено в конце XVI века. В 1623 году князь Трансильвании Габор Бетлен разрешил турецким сефардам поселиться в Алба-Юлии, столице Трансильвании.. В начале XVII века евреям разрешили селиться в Сату-Маре. В 1715 году после того, как Сату-Маре стал королевским городом, они были изгнаны и вновь начали селиться здесь в 1820-х годах. В 1841 году некоторые евреи получили разрешение на постоянное жительство в Сату-Маре.
В 1849 году была зарегистрирована первая еврейская община, в 1857 году построена синагога. После того, как в городе поселилось большое количество ашкеназов, в 1898 году еврейская община города была разделена.
В 1928 году возник конфликт вокруг выборов нового раввина, продолжавшийся 6 лет и окончившийся избранием антисиониста Йоэля Тейтельбаума, с чьим именем позднее было связано зарождение сатмарского хасидизма — влиятельного течения в ультраортодоксальном иудаизме.
После возвращения Сату-Маре в состав Венгрии еврейское население подверглось дискриминации, а затем — высылке в гетто и концентрационные лагеря. Всего было выслано более 18 тысяч евреев из Сату-Маре, Карея и близлежащих населённых пунктов, из них 14440 человек были убиты.. Немногие из оставшихся евреев после окончания войны вернулись в город. Впоследствии многие из них эмигрировали в Израиль.
В 2004 году во внутреннем дворе синагоги на улице Дечебал был открыт мемориал Холокоста.

## Административное деление
Главой города является примар, избираемый на 4 года. С 2012 года примаром Сату-Маре является Дорел Койка, избранный на местных выборах. Законодательную власть осуществляет местный совет, состоящий из 23 депутатов.
В административном отношении город разделён на 12 районов, один из которых, Сэтмэрел, является деревней, подчинённой городу.
Город также является центром жудеца Сату-Маре, здесь расположена префектура и совет жудеца. Как и другие Советы, окружной совет избирается на 4 года. Префект жудеца назначается правительством.

## Транспорт
Город является важным транспортным узлом, имеет автомобильное, железнодорожное и воздушное сообщение с крупными городами Румынии и Европы, располагаясь неподалёку от границы. Через город проходят важные европейские маршруты, такие как  Е81,  Е671 и  Е58. В 2008 году в городе было зарегистрировано 82 тысячи автомобилей.
Железнодорожный вокзал Сату-Маре расположен в 2 км к северу от центра города, через него проходят несколько железнодорожных линий.
Действует международный аэропорт Сату-Маре, расположенный в 13 км к югу от города.

## Население
| Историческая численность населения города |           |         |         |
| Год                                       | Население | Румыны  | Венгры  |
| 1880                                      | ▲ 20,531  | 7.9 %   | 83.1 %  |
| 1890                                      | ▲ 21,874  | 8.1 %   | 89.9 %  |
| 1900                                      | ▲ 28,339  | 7.8 %   | 89.01 % |
| 1910                                      | ▲ 36,460  | 6.3 %   | 91.4 %  |
| 1920                                      | ▲ 38,807  | 15.2 %  | 63.6 %  |
| 1930                                      | ▲ 53,010  | 28.9 %  | 57.1 %  |
| 1941                                      | ▲ 53,406  | 6.6 %   | 90.2 %  |
| 1956                                      | ▲ 53,672  | 36.5 %  | 58.2 %  |
| 1966                                      | ▲ 69,769  | 44.2 %  | 54.9 %  |
| 1977                                      | ▲ 103,544 | 51.04 % | 47.2 %  |
| 1992                                      | ▲ 131,987 | 55.8 %  | 43.2 %  |
| 2002                                      | ▼ 115,142 | 57.9 %  | 39.3 %  |
| 2011                                      | ▼ 94,948  | 58.9 %  | 37.6 %  |
| Источник:                                 |           |         |         |

По состоянию на 2011 год, в городе проживало 94948 человек, что меньше по сравнению с результатами переписи 2002 года.
Национальный состав города в 2011 году выглядел следующим образом:
- румыны — 55 904 (58,9 %)
- венгры — 35 723 (37,6 %)
- цыгане — 1278 (1.3 %)
- немцы — 1002 (1,1 %)
- украинцы — 164 (0.2 %)

## Города-побратимы
Сату-Маре является городом-побратимом следующих городов:
- Зютфен, Нидерланды (1970)
- Вольфенбюттель, Германия (1974)
- Ньиредьхаза, Венгрия (2000)
- Ужгород, Украина (2006)
- Швац, Австрия (2007)
- Жешув, Польша (2007)
- Берегово, Украина (2007)